# Potentilla doerfleri
Potentilla doerfleri är en rosväxtart som beskrevs av Richard von Wettstein. Potentilla doerfleri ingår i Fingerörtssläktet som ingår i familjen rosväxter. Inga underarter finns listade i Catalogue of Life.